# Свердловская филармония

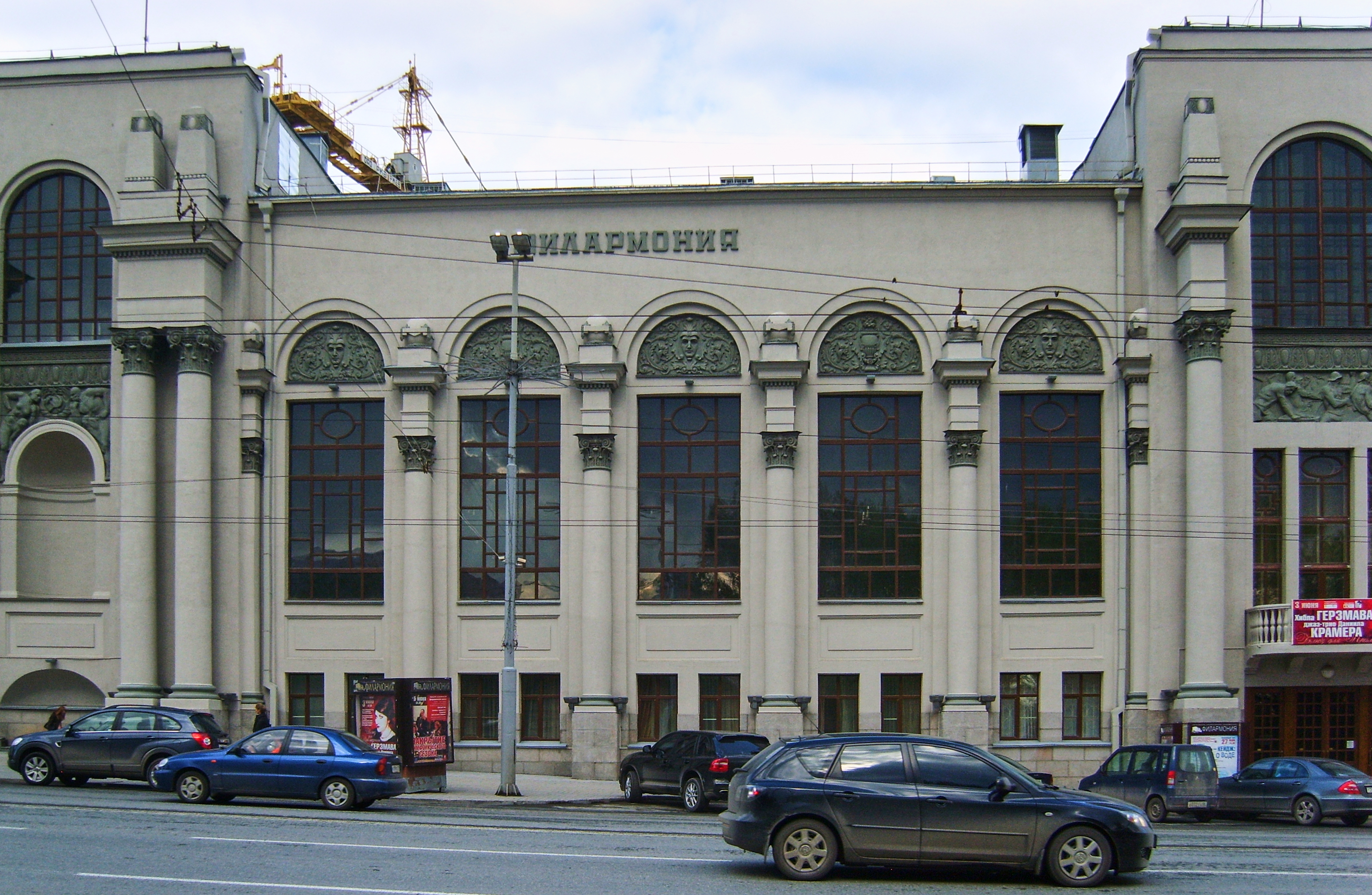

Свердловская государственная филармония (ГАУК СО «Свердловская ордена Трудового Красного Знамени государственная академическая филармония») — государственное (областное) учреждение культуры в Екатеринбурге. С 1998 года получила статус академической.

## История
Создана постановлением № 4541 от 10 июня 1936 года исполнительного комитета Свердловского областного Совета рабочих, крестьянских и красноармейских депутатов, которое законодательно оформило создание в Свердловске государственной концертной организации на базе симфонического оркестра Радиокомитета, хора Облпрофсовета, музыкальных и вокальных сил областных театров. Многие с опаской восприняли создание в городе нового культурного учреждения, предпочитали посещать существовавшие в городе Оперный театр и «Зал Маклецкого», в которых давались музыкальные представления и концерты.
В день открытия Свердловской филармонии и в день первого филармонического концерта Свердловского государственного симфонического оркестра 29 сентября 1936 года симфонический оркестр под управлением гастролёра из США — дирижёра Владимира Саввича исполнил Шестую симфонию П. И. Чайковского и симфоническую сюиту Респиги «Пинии Рима». Последнее произведение было впервые исполнено в СССР. Во втором отделении концерта выступила певица Ксения Держинская.
Сам оркестр, на базе которого была создана филармония, возник на два года раньше, с приездом в столицу Урала молодого дирижёра Марка Израйлевича Павермана. Выпускник Московской консерватории, он стал организатором и руководителем Свердловского симфонического оркестра. Свердловский симфонический оркестр был одним из первых исполнителей симфоний Мясковского, Прокофьева, Шостаковича, Кабалевского, Хачатуряна, произведений уральских композиторов.
В 1960-х годах Свердловский государственный симфонический оркестр был первым интерпретатором не только произведений уральских композиторов (О. Моралева, Б. Гибалина, Н. Пузея, А. Фридлендера, В. Трамбицкого), но и классиков. Проводились совместные концерты Свердловского оркестра и музыкантов из Болгарии, ГДР, Кубы, Польши, Чехословакии). Давал концерт японский дирижёр Юзо Тойяма (13 мая 1965 года). В 1970-е годах выступали Геннадий Рождественский и Максим Шостакович, Гидон Кремер и Татьяна Гринденко, Виктория Постникова и Андрей Гаврилов, Владимир Спиваков и Юрий Башмет.
26 мая 1998 года Приказом министерства культуры РФ № 294 концертной организации «Свердловская государственная филармония» было присвоено звание «Академическая». Именно Екатеринбург стал инициатором проведения на филармонической сцене первых авторских фестивалей современных композиторов — Софьи Губайдулиной, Валентина Сильвестрова, Авета Тертеряна, Арво Пярта, Гии Канчели.
В стенах филармонии состоялось несколько фестивалей фортепианных дуэтов и фестивалей гитарно-симфонической музыки. Выступали Марк Дробинский, Алексей Любимов, Репин, Вадим, Николай Луганский, Дмитрий Хворостовский, Денис Мацуев, Борис Берёзовский, Игнат Солженицын, Валерий Гроховский, Вадим Пальмов и др.
Директор Свердловской филармонии Александр Колотурский и главный дирижёр Уральского академического филармонического оркестра Дмитрий Лисс награждены Государственной премией Российской Федерации в области литературы и искусства за 2008 год.

## Зал
Концертный зал — 700 мест. Камерный зал — 120 мест. Залы в филиалах — от 250 до 670 мест.

## Орган
Орган в Большом зале Свердловской филармонии установлен фирмой «W. Sauer» (Германия) в 1973 году.
До 2014 года орган имел 3840 труб, 52 регистра, 3 мануала, педаль. Общий вес — 22 тонны. Длина самой большой трубы — 6 метров, диаметр самой маленькой — 2 мм.
Первый концерт состоялся 31 октября 1973 года. В нём приняли участие эстонский органист Хуго Лепнурм, органистка Московской консерватории Наталия Малина и гость из ГДР, профессор Высшей музыкальной школы им. Ф. Листа в Веймаре Иоганн-Эрнст Келлер. Первым органистом Свердловской филармонии стал Владимир Арсеев. В 1990-х годах его сменил Гарри Коняев, а позже Михаил Дегтярёв. С 2002 года главный органист филармонии — Тарас Багинец.
С 1973 по 2014 годы хранителем был Аркадий Калужников. С 2014 года органным мастером филармонии является Денис Фомичёв.
В середине 1990-х годов орган нуждался в реставрации. В мае 1997 года была проведена акция «Спасём Орган!», которая привлекла внимание широкой общественности Екатеринбурга к судьбе органа и помогла собрать средства на его «лечение». Более 700 человек сделали свои личные вклады в спасение органа. По завершении ремонтных работ, проведённых мастерами немецкой фирмы «W. Sauer», 8 августа 1998 года состоялся торжественный приём «Vivat, Орган!».
В 2014 году проведены масштабные работы по модернизации и реконструкции инструмента. Были заменены 2 и добавлены новых 5 регистров, заменён игровой пульт на новый, с элементами компьютерного управления. Всего после проведённых немецкими органостроительными фирмами «Johannes Klais» и «August Laukhuff» работ орган Свердловской филармонии имеет 57 регистров, 4120 труб.

## Исполнители
Оркестр: Уральский государственный академический филармонический оркестр (дирижёр — Дмитрий Лисс).
В 90-е годы при Уральском филармоническом оркестре рождаются новые коллективы — ансамбль деревянных духовых инструментов «Lorelei Quintett» (1991), Камерный филармонический оркестр (1998), ансамбль медных духовых инструментов «Брасс-квинтет» (1998). Помимо них, в состав филармонии входят:
- Камерный ансамбль русских народных инструментов «Русская музыкальная группа „Аюшка“»
- Камерный ансамбль русских народных инструментов «Квартет „Феникс“»
- Камерный ансамбль «Уральское трио баянистов»
- Концертные исполнители — инструменталисты, вокалисты, чтецы, музыковеды.

27 февраля 2007 года состоялось первое выступление созданного в декабре 2006 года Уральского молодёжного симфонического оркестра (руководитель, главный дирижёр — Энхэ (Энхбаатар Баатаржав)).
29 января 2008 года в филармонии начал свою деятельность Симфонический хор филармонии (художественный руководитель — профессор В. Давыдова (до 2015), А. Петренко (с 2015)).

## Руководители[8]
- 1936—1937 — Савелий Ходес
- 1937—1939 — Н. Егоров
- 1940—1942 — Григорий Грэн[9]
- 1942—1943 — М. Хессин
- 1943—1946 — П. Листовский
- 1946—1948 — Д. Ошивалов
- 1948—1963 — Николай Виницкий
- 1963—1986 — Николай Маркович[10]
- 1986—1988 — А. Архипенко
- 1989-н.в. — Александр Колотурский

## Награды
- Орден Трудового Красного Знамени.
- Благодарность Президента Российской Федерации (20 июля 2011 года) — за большой вклад в развитие отечественного музыкального искусства и активную культурно-просветительскую деятельность[11].